# Auch
Auchⓘ, gask. Aush – miejscowość i gmina we Francji, w regionie Oksytania. Jest prefekturą departamentu Gers. Położone jest nad rzeką Gers.
Według danych na rok 1990 gminę zamieszkiwało 23 136 osób, a gęstość zaludnienia wynosiła 319 osób/km² (wśród 3020 gmin regionu Midi-Pireneje Auch plasuje się na 8. miejscu pod względem liczby ludności, natomiast pod względem powierzchni na miejscu 45.).
Jest ośrodkiem handlowym regionu, słynącego z produkcji wina i armaniaku. W mieście rozwinął się przemysł informatyczny i poligraficzny. W Auch działa muzeum, znajduje się tutaj także pomnik d’Artagnana – bohatera powieści Alexandre'a Dumasa.

## Współpraca
- Memmingen, Niemcy
- Calatayud, Hiszpania